# كلود بيز
كلود بيز (4 نوفمبر 1940 - 26 يناير 1999 (58 سنة)

) (بالفرنسية: Claude Bez)‏ فرنسي راحل اشتهر برئاسته لنادي بوردو خلال فترة الثمانينات حيث استطاع أن يقود النادي لتحقيق البطولات وإلى الاستقرار الإداري والمالي. 

## السيرة الذاتية
عمل بيز في بداية حياته المهنية في مجال تخصصه المحاسبة في فترة السبعينات.
بعدما تعرض نادي بوردو لخطر الهبوط إلى الدرجة الثانية في موسم 1977/1978 قرر رئيس النادي آنذاك جان رورو التنحي عن منصبه وبالتالي فقد قرر بيز القبول بهذه المغامرة التي تحولت إلى عصر ذهبي في تاريخ النادي.
قرر بيز بناء النادي من اللاعبين المتميزين ولكن كان ينقصه السيولة المالية ولذلك قرر اتباع سياسة التعاقد مع لاعبين لا يرتبطون بعقد مع أي نادي من أجل عدم دفع أي مبالغ لأنديتهم.
في ظل وجود المدرب إيمي جاكيه ونجم النادي ألاين غيريسي فإن النادي استطاع أن يحقق بطولة دوري الدرجة الأولى 3 مرات في مواسم 1983/1984، 1984/1985، و1986/1987 وبطولتي كأس فرنسا موسما 1985/1986 و1986/1987 بالإضافة إلى المشاركة الفعالة في البطولات الأوروبية التي كانت تدر دخل عال من 1982 إلى 1989. في مناسبتين كاد نادي بوردو يتأهل إلى المباراة النهائية لبطولة دوري أبطال أوروبا ولكن بسبب قلة التركيز فإنه فشل في استغلال هذه الفرصة. في 1985 خسر نادي بوردو من نادي يوفنتوس الإيطالي بقيادة النجم الفرنسي ميشيل بلاتيني على ملعب الأخير كوميونال 0/3 في ذهاب الدور النصف النهائي من البطولة وفي مباراة الإياب استطاع تحقيق الفوز بنتيجة 2/0 في حضور رقم قياسي من المشجعين بلغ 40211 متفرج على ملعب بارك ليسكيور والذي لم يتحطم إلى الآن. في 1987 خرج نادي بوردو من الدور النصف النهائي من بطولة كأس أبطال الكؤوس الأوروبي على يد نادي لوكوموتيف ليبزيغ الألماني الشرقي حيث خسر في مباراة الذهاب على ملعبه بارك ليسكيور بنتيجة 0/1 ولكنه استطاع أن يستجمع قوته ويتفوق على نادي المضيف على ملعبه بنفس النتيجة ليلجأ نأديان لركلات الجزاء الترجيحية التي تقف في صف نادي المضيف.
حتى بداية فترة الثمانينات كان البث التلفزيوني للمباريات يتم مجانا ولكن بيز اقترح بفرض رسوم على نقل المباريات ولكن إحدى القنوات رفضت هذا الأمر الذي أصبح واقعا بعد فترة.
مجيء بيرنارد تابي إلى سدة رئاسة نادي مرسيليا أزاحت بيز من السيطرة على مقدرات كرة القدم الفرنسية. لقد أصبح الاثنان غريمان خصوصا في الأحاديث الصحفية. لم يتحدث بيز وتابي وجها لوجه مع بعضهما البعض حتى وفاة الأول في سنة 1999.
تعرض نجم النادي آنذاك غيريسي إلى إصابة في موسم 1985/1986 وبالتالي غاب عن أغلبية مباريات هذا الموسم ولكنه استطاع التعافي في الوقت المناسب من أجل المشاركة في المباراة النهائية لبطولة كأس فرنسا والتي استطاع أن يساهم في تحقيق نتيجة الفوز على نادي مرسيليا 2/1 بفضل الهدف الذي سجله في الدقيقة 116. غادر بعدها غيريسي على الرغم من اكتمال لياقته البدنية من وجهة نظر بيز للانضمام إلى صفوف منتخب فرنسا الذي شارك في بطولة كأس العالم لكرة القدم 1986 التي أقيمت في المكسيك. شارك غيريسي أساسيا في المباريات الست من الدور الأول إلى الدور النصف النهائي. عندما عاد إلى نادي بوردو تمت مسائلته حول ما إذا كان يدعي الإصابة. نتيجة لذلك قرر بيز التعاقد مع 3 لاعبين شباب موهوبين يلعبون في نفس مركزه وهم جان مارك فيراري، جوسيه توريه، وفيليب فيركرويس. استغل رئيس نادي مرسيليا بيرنارد تابي ومدربه ميشيل هيدالغو هذا الأمر من أجل التدخل واقناع غيريسي بالانتقال إلى نادي مرسيليا وهذا ما حدث. شعر بيز بالخيانة من جانب لاعبه غيريسي خصوصا أنه عندما استلم رئاسة النادي قرر بناء الفريق حواليه واعتبره بمثابة الابن الروحي. خلال المباراة التي جمعت بين الناديين في مارس 1987 وكعادة الصحافة في ذلك الوقت فإنهم يلتقطون صورة للاعبي الناديين واستطاع بيز بفضل نفوذه أن يضع علامة استفهام على صورة غيريسي التي نشرت في جميع الجرائد في اليوم التالي. استطاع نادي بوردو أن يتغلب على نادي مرسيليا بنتيجة 3/0. في اليوم التالي صرح بيز للصحافة بأن غيريسي لا يستحق التفكير في أمره وأنه لاعب خائن ولا يحترم وعوده بل زاد في الأمر عندما أضاف بأن غيريسي لاعب كبير ولكنه كإنسان فإنه سيء.
تعرض بيز لموقف صعب حيث حكمت عليه المحكمة الجنائية في 22 مارس 1994 بالسجن سنتين مع وقف التنفيذ لمدة سنة ودفع غرامة تبلغ 2 مليون فرنك فرنسي بسبب تحايله وتقديمه مستندات مزورة. أحداث القضية تعود إلى أن التحقيقات كشفت بأن بيز كتب بأن تكلفة المركز التدريبي في هايلان بلغ 54 مليون فرنك فرنسي بينما التكلفة الحقيقية كانت 44 مليون فرنك فقط.
بيز كان يحلم بقيادة نادي بوردو للتتويج ببطولة قارية لكي يكون أول نادي فرنسي يحقق هذا الأمر. رئيس نادي بوردو ألان أفليلو قرر دعوة بيز لحضور المباراة النهائية لبطولة كأس الاتحاد الأوروبي بين نادي بوردو ونادي بايرن ميونخ الألماني في 15 مايو 1996 ولكنه خسر 1/5 في مجموع المباراتين.

## روابط خارجية
- كلود بيز على موقع ألو سيني (الفرنسية)
- كلود بيز على موقع قاعدة بيانات كرة القدم.إي يو (الإنجليزية)